# Стадниківна Стефанія Йосипівна
Стефа́нія Йо́сипівна Стадникі́вна (20 вересня 1909, Тернопіль — 27 лютого 1983, Львів) — українська опереткова і драматична акторка.

## Життєпис
Дочка Йосифа Стадника та Софії Стадникової. Народилася в Тернополі (Галичина).
З 1926 в театральній трупі свого батька, у 1930-х роках на польській сцені в Бидґощі, Познані, Вільні та Львові. Далі в українських театрах Львова: ім. Лесі Українки (1939—1941), Львівському Оперному Театрі (1941—1944) і Державному Театрі ім. М. Заньковецької (1944—1949 і з 1957); у 1949—1957 в Харківському Театрі ім. Т. Шевченка.
Найкращі ролі: Марґіт, Йолана, Белла («Жайворонок», «Циганська любов», «Паґаніні» Ф. Легара), Аделя («Лилик», Й. Штравса), Лізі («Маріца» І. Кальмана) та інші; в драматичному репертуарі: Ліза («Лихо з розуму» О. Грибоєдова), Майя («Платон Кречет», О. Корнійчука), Поема («Не називаючи прізвищ» В. Минка), Жевжик (в однойменній п'єсі Нікодемі) та інші.
Знялась у фільмі «Вітер зі сходу» (1941, Марійка).
Похована на 8 полі Личаківського цвинтаря.